# Козир-дівка
«Козир-дівка» – соціально-побутова повість Григорія Квітки-Основ'яненка, написана в 1836 та опублікована в 1838 році.

## Історія
Довгий час, після того як рукопис повісті був надісланий в Петербург, Г. Квітка-Основ’яненко не мав жодних відомостей про долю його публікації. 12 березня 1838 р. він з тривогою писав І. Т. Лисенкову: «…Не слыхали ли чего о «Козырь-девке»? Она у меня почитается погибшею, благодаря аккуратности г. Снегирева, которому так не прощу» (Квітка-Основ’яненко Гр. Твори у восьми томах, т. 8, с. 133). Не виключено, що саме I. M. Снегірьову, який дав у свій час (29.XI 1829 р.) дозвіл на друкування комедії «Шельменко – волостной писар», Квітка-Основ’яненко надіслав повість з метою її цензурування.
У кінці березня 1838 р. письменник довідався, нарешті, від П. О. Корсакова, що «Козир-дівка» вже друкується. 16 липня 1838 р. він говорив І. Т. Лисенкову: «Что вы так долго с ними делали?»

## Див також
- «Маруся»
- «Ганнуся»
- «Сердешна Оксана»